# Snakes and Ladders
Snakes and Ladders (Cristal Records) est un album pop-jazz de Sophia Domancich sorti en 2010.

## Historique
Album dont l'élaboration a pris près de trois ans, Snakes and Ladders a la particularité d'être essentiellement composé de chansons, à la différence d'albums précédents comme Lilienmund ou Triana Moods. Sophia Domancich y retrouve plusieurs vieux compagnons de route tels Robert Wyatt, John Greaves, Simon Goubert, l'arrangeur Raphaël Marc et Ramón López dans un rôle inattendu de chanteur, et de nouveaux partenaires comme Napoleon Maddox ou Himiko Paganotti,.

## Musiciens
- Sophia Domancich : claviers, Piano, Fender Rhodes, Échantillonneur
- John Greaves : Voix
- Ramón López : Voix, Percussions, Palmas
- Napoleon Maddox : Voix
- Himiko Paganotti : Voix
- Jef Morins : Guitare
- Louis Winsberg : Guitare
- Simon Goubert : Percussions
- Jocelyn Moze : claviers, batterie
- Raphaël Marc : Échantillonneur
- Robert Wyatt : Voix

## Titres
| No  | Titre                                        | Paroles          | Musique                         | Durée |
| --- | -------------------------------------------- | ---------------- | ------------------------------- | ----- |
| 1.  | Goodnight (instrumental)                     |                  | Sophia Domancich                | 0:53  |
| 2.  | High Tide on the Ebb (feat. John Greaves)    | Jacqueline Cahen | Sophia Domancich                | 3:49  |
| 3.  | In the Box (feat. Himiko Paganotti)          | Himiko Paganotti | Sophia Domancich                | 3:38  |
| 4.  | S & S (instrumental)                         |                  | Simon Goubert, Sophia Domancich | 0:59  |
| 5.  | The Island… (feat. Napoleon Maddox)          | Jacqueline Cahen | Jocelyn Moze                    | 3:54  |
| 6.  | Est-ce l'heure du thé ? (feat. John Greaves) | Jacqueline Cahen | Sophia Domancich                | 2:58  |
| 7.  | Tea Time (feat. John Greaves)                | Jacqueline Cahen | Sophia Domancich                | 5:12  |
| 8.  | Mis Manos Te Acarician (feat. Ramón López)   | Ramón López      | Ramón López, Sophia Domancich   | 4:37  |
| 9.  | Wilderness (instrumental)                    |                  | Sophia Domancich                | 1:21  |
| 10. | Wilderness (feat. Robert Wyatt)              | Alfreda Benge    | Sophia Domancich                | 4:27  |
| 11. | Lucky Day (feat. Himiko Paganotti)           | John Greaves     | Sophia Domancich                | 3:40  |
| 12. | Of Night (feat. John Greaves)                | Jacqueline Cahen | Sophia Domancich                | 3:24  |
| 13. | Goodnight (instrumental)                     |                  | Sophia Domancich                | 0:38  |
| 14. | Goodnight (feat. John Greaves)               | John Greaves     | Sophia Domancich                | 2:42  |
| 15. | Five O'Clock (feat. John Greaves)            | John Greaves     | Sophia Domancich                | 3:04  |